# Ново-Івановське (Неклюдовське сільське поселення)
Ново-Івановське (рос. Ново-Ивановское) — присілок в Кімрському районі Тверської області Російської Федерації.
Населення становить 104 особи. Входить до складу муніципального утворення Неклюдовське сільське поселення.

## Історія
Від 2005 року входить до складу муніципального утворення Неклюдовське сільське поселення.

## Населення
| 2010 |
| ---- |
| 104  |